# Мантон (Калифорнија)
Мантон (енгл. Manton) насељено је место без административног статуса у америчкој савезној држави Калифорнија.

## Демографија
По попису из 2010. године број становника је 347, што је 25 (-6,7%) становника мање него 2000. године.
| Група             | 2000.       | 2010.       |
| Белци             | 312 (83,9%) | 285 (82,1%) |
| Афроамериканци    | 1 (0,3%)    | 0 (0,0%)    |
| Азијати           | 1 (0,3%)    | 1 (0,3%)    |
| Хиспаноамериканци | 31 (8,3%)   | 35 (10,1%)  |
| Укупно            | 372         | 347         |